# Électroconvulsivothérapie
Pour les articles homonymes, voir ECT.

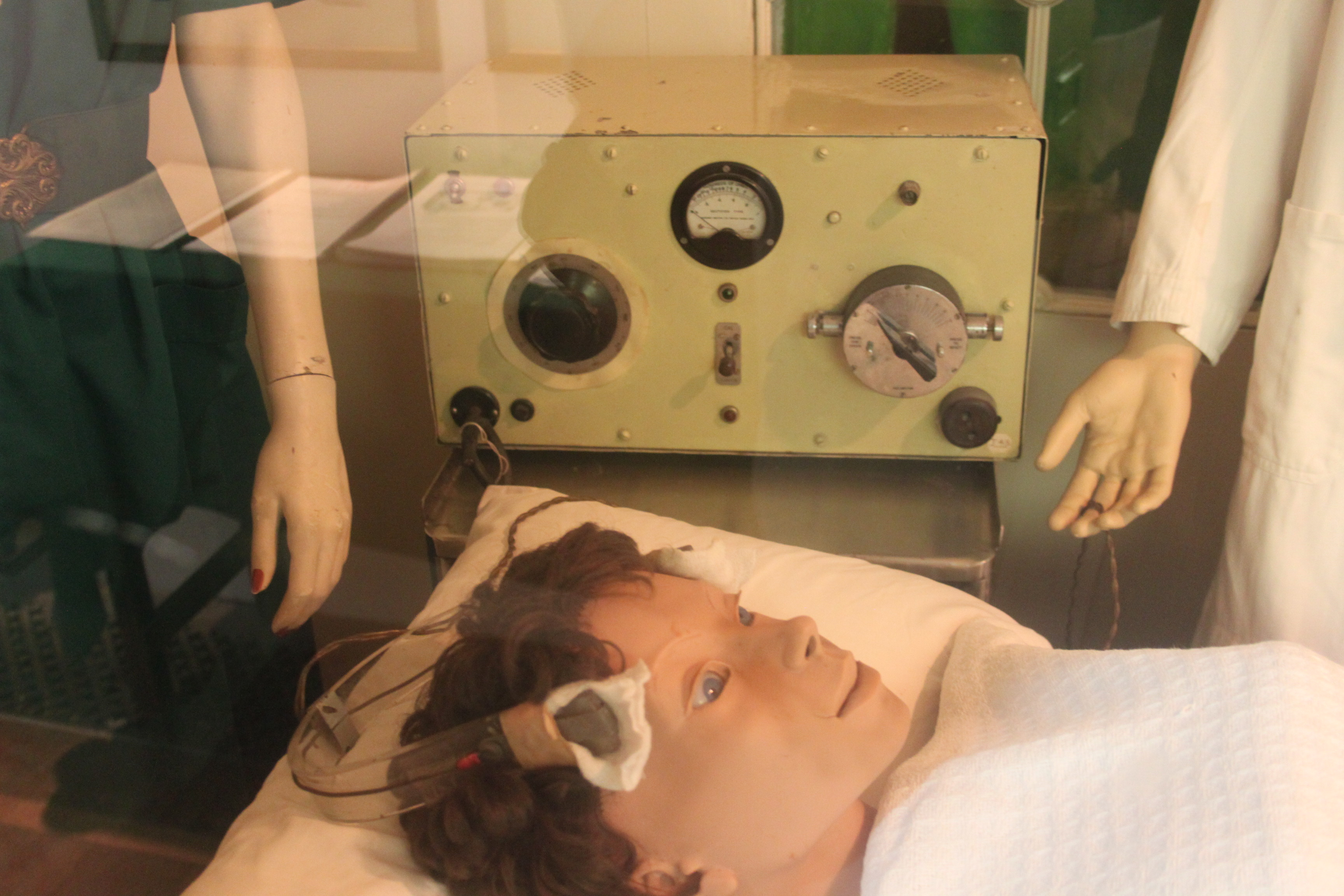
Mise en scène de l'appareil à électrochocs (musée Glenside, Bristol).

L’électroconvulsivothérapie (ECT), anciennement appelée sismothérapie et plus connue sous le nom de traitement par électrochocs, est une méthode d'électrothérapie utilisée en psychiatrie, consistant à délivrer un courant électrique d'intensité variable sur le cuir chevelu.
Toujours réalisée sous anesthésie générale, l'ECT déclenche une crise d'épilepsie de type « grand mal », permettant ainsi de soigner certaines maladies psychiatriques, comme une dépression grave, notamment celles qui résistent aux traitements médicamenteux et psychothérapeutiques. Cependant, ses mécanismes d'action restent encore mal connus.

## Historique

### Précurseurs
Avant le XXe siècle, les médecins psychiatres ne possédaient que très peu de médicaments pour soigner les pathologies mentales (l'opium ou l'un de ses dérivés, le chloral, les barbituriques, le bromure). Ils se révélaient très toxiques et inefficaces.
Ce fut en grande partie des traitements de choc dont on a fait usage comme le cardiazol (molécule provoquant une crise épileptique chez le patient) utilisé par le psychiatre hongrois Ladislas J. Meduna en 1932. Les résultats étaient bien prometteurs, mais la toxicité avérée du produit était trop grande. Au début des années 1930, il était convaincu de l’existence d’un antagonisme clinique entre schizophrénie et épilepsie. Ainsi il pensait avoir observé qu’un épileptique ne pouvait être schizophrène, et inversement, il eut donc l'idée d'engendrer artificiellement ces crises par l'injection de pentylènetétrazole (Cardiazol) (1937).

### Essor de la méthode du choc électrique
En 1938, Ugo Cerletti et Lucio Bini, aidés des expériences de leurs prédécesseurs, observèrent l'attitude des porcs qui, avant d'être tués, sont électrisés afin d'être plus calmes durant la séance. Cerletti et Bini décident alors d'expérimenter cette nouvelle technique sur des chiens (entre 1930 et 1938) puis sur des hommes. Ils reprirent l'idée du choc au cardiazol en le remplaçant par le choc électrique. C'est le 15 avril 1938 à l'hôpital psychiatrique de Rome que l'équipe italienne appliqua le premier électrochoc à un patient schizophrène ayant des hallucinations et confusions, sans son accord. Après le deuxième essai, le malade supplie qu'on ne recommence pas. Finalement, les résultats sont peu concluants et même incertains dans le traitement des psychoses mais très positifs dans le traitement des dépressions sévères.
La firme Arcioni est la première à commercialiser un appareil pour pratiquer l'électroconvulsivothérapie et c'est une machine de cette firme qu'utilisent Cerletti et Bini. Fin 1939, Max Müller importe un appareil de cette firme pour l'hôpital de Münsingen en Suisse. L'entrée en guerre de l'Italie empêche les importations et Max Müller autorise les ingénieurs de la firme suisse Purtschert à venir observer son appareil. Cette firme développe alors rapidement son propre appareil. Les allemands de Siemens bénéficient eux du transfert de technologie directement de la firme Arcioni. En France, Paul Delmas-Marsalet publie deux ouvrages sur le sujet en 1943 et 1946.

### Controverses
Cet ensemble de méthodes donna des résultats appréciables. Malgré ses côtés brutaux, extrêmement désagréables, la thérapeutique biologique donnait des résultats croissants et pouvait donner l'impression que la psychiatrie sortait de son sentiment de fatalité quant à l'efficacité de ses traitements. « Merveilleux et terribles électrochocs qui révolutionnèrent le traitement de la mélancolie avant de devenir, 20 ans plus tard, une cible privilégiée de l'antipsychiatrie. »  La citation suivante résume bien le paradoxe de ce traitement : « Curieux destin d'une méthode dont les bases théoriques se sont révélées fausses, dont le mode d'action reste mal connu, dont l'indication primitive dans le traitement de la schizophrénie n'est pas bonne, mais qui depuis plus de quarante ans, et en dépit des chimiothérapies modernes, demeure actuellement encore le traitement le plus rapidement efficace de la mélancolie, à laquelle il n'était primitivement pas destiné. »
Malgré de bons résultats statistiques, cette thérapeutique de choc garde une image extrêmement brutale, entretenue par l'ignorance de l'utilisation systématique de l'anesthésie générale et de la nécessité en France d'un accord du patient, ainsi que de ses effets réels et de ses mécanismes d'action. Ce n'est que dans quelques indications limitées et bien précises qu'est prescrit l'électrochoc, selon des techniques plus modernes. Par ailleurs, la technologie permettant de mesurer précisément l'impédance du patient, la délivrance de trains d'onde impulsionnels remplaçant les courants sinusoïdaux anciennement utilisés, a diminué la sévérité des effets secondaires.

### Personnalités historiquement connues pour avoir été traitées par l'ECT
Antonin Artaud, écrivain et dramaturge français, a subi des séances d'électrochocs à l'hôpital de Rodez entre 1943 et 1944. Il en tire la phrase suivante : « ce traitement est une torture affreuse parce qu'on se sent à chaque application suffoquer et tomber comme dans un gouffre d'où votre pensée ne revient plus. »
L'écrivain américain Ernest Hemingway a subi une série de séances d'électrochocs à la Mayo Clinic du Minnesota entre 1960 et 1961, qui auraient provoqué une perte de mémoire, le laissant dépressif et suicidaire.
L'actrice américaine Carrie Fisher, qui a reçu en 2016 une récompense en partie pour ses efforts pour dé-stigmatiser la maladie mentale, relate ses séances d'électroconvulsivothérapie dans un livre intitulé Shockaholic, et en parle lors de diverses interviews. Elle s'en montre très satisfaite, affirmant que cette thérapie est simple et efficace et qu'elle a mis fin à sa dépression, liée notamment à l'abus de substances, que les médicaments ne parvenaient pas à soigner. Cependant, elle fait part de pertes de plusieurs mois de mémoire ,,.

## Technique

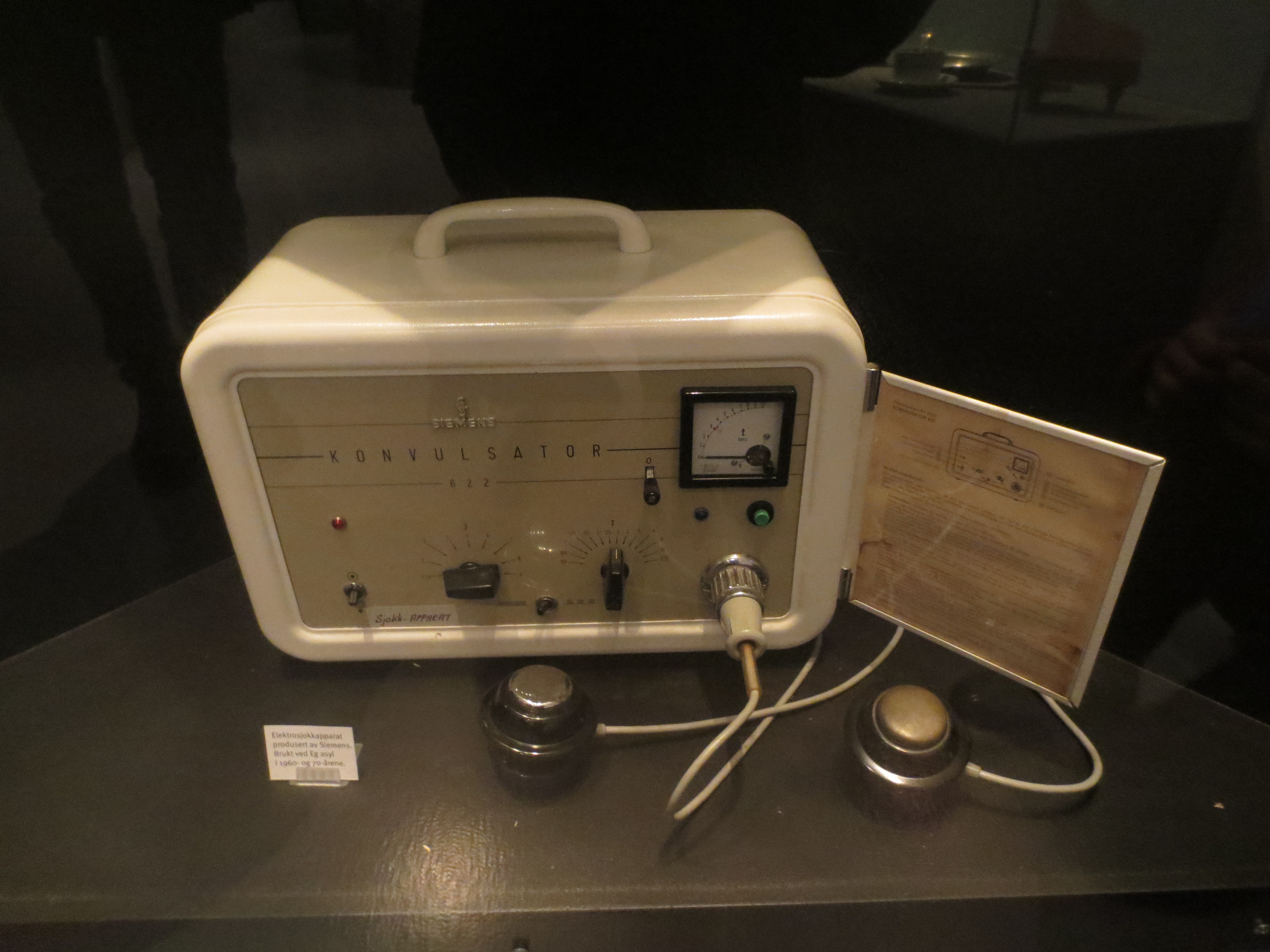
Appareil à électrochocs utilisé dans les années 1970 et 1980 à l'hôpital psychiatrique de Kristiansand (Musée des techniques de Norvège, Oslo).

Les appareils de convulsivothérapie délivrent des stimulations électriques par impulsions, de durée variant de 0,5 à 2 ms, de fréquence 70 Hz, avec une durée totale de l'ordre de 4 s et une énergie de l'ordre de 70 joules.
Cependant, il est nécessaire de soumettre le patient à un choc électrique suffisamment fort pour déclencher une crise épileptiforme d'environ 25 secondes. Les médecins s'accordent à dire que le seuil épileptogène s'élève avec le nombre de séances d'ECT reçues par le patient, d'après les données fournies en 1997 par l'ANAES.
De plus, la notice technique fournie par la société Micromed-France pour les appareils de sismothérapie MECTA SpECTrum 4000 et 5000 indique une intensité maximale de 800 mA, une durée maximale de six secondes, et une énergie maximale de 211 joules.
Il est d'autre part recommandé par plusieurs enquêtes relatives aux possibles séquelles infligées lors d'une défibrillation cardiaque de ne pas donner de décharges d'une énergie supérieure à 200 joules.
Le geste technique se déroule pendant que le patient est sous anesthésie générale brève (de l'ordre de 5 minutes) ce qui permet au patient de ne garder aucun souvenir de l'épisode et de ne pas être angoissé par la curarisation.
Les effets exercés sur la mémoire auraient un effet dans le processus thérapeutique lui-même, puisque le patient ne se souvient plus qu'il est en train de subir des électrochocs. Ce phénomène est qualifié d'effet « ardoise magique ».
De façon très concrète : le jour même, du fait de l'anesthésie, le patient doit arriver à jeun. Il peut venir soit d'un service de psychiatrie soit de son domicile.
Le patient est alors installé, monitoré, c'est-à-dire qu'on lui installe des appareils de mesure de la tension artérielle, des battements du cœur (électrocardiogramme), de l'oxygénation du sang (oxymétrie colorimétrique), pour la surveillance de l'anesthésie ; et on enregistre également l'électroencéphalogramme.
Une perfusion est nécessaire pour l'anesthésie générale.
Les deux électrodes crâniennes sont installées au niveau du crâne, soit sur chaque tempe, soit sur le front, soit uniquement sur le côté droit. Le patient est anesthésié et un curare d'action rapide et courte (de préférence la succinylcholine) est administré pour éviter les contractions musculaires. On protège les dents du patient avec des compresses, car les mâchoires peuvent se serrer fortement. La bonne oxygénation du patient est assurée par une ventilation manuelle avec un masque et un ballon.
Le courant est alors délivré brièvement. Il provoque une crise convulsive, qui se résout en quelques minutes au maximum. On a observé une meilleure efficacité des séances si l'arrêt de la crise est net.
L'anesthésie se termine, et le patient se réveille quelques minutes après. Il est le plus souvent confus au réveil, cette sensation disparaît plus ou moins vite selon les patients. La personne est alors surveillée en salle de réveil, en attendant que l'anesthésie se dissipe totalement.
Le patient peut ensuite retourner dans le service hospitalier, sera autorisé à manger quelques heures plus tard et pourra regagner ensuite  son domicile si les critères de l'anesthésie ambulatoire sont remplis.
Le nombre de séances varie de 6 à 12, au rythme de 2 à 3 séances par semaine. Le traitement par ECT nécessite en principe l'accord préalable du patient, selon la loi du 4 mars 2002.

### Difficultés rencontrées quant à la localisation du seuil épileptogène
Entre les pages 20 et 21 de ses recommandations, l'ANAES (maintenant remplacée par la Haute autorité de santé), décrit une administration successive de courants d'intensité croissante jusqu'au seuil épileptogène. Cependant, les mesures à prendre en cas de séance à reprogrammer consistent à diminuer les doses de myorelaxants, d’anesthésiques, de psychotropes élevant le seuil épileptogène, par exemple, benzodiazépines et antiépileptiques utilisés comme thymorégulateurs dans les troubles bipolaires ; ou encore, hyperventilation du patient, hydratation, faire boire du café avant la séance, changer d’anesthésique.

## Mode d'action
Le mode d'action reste flou, le cerveau étant de très loin l'organe le moins bien compris du corps humain[citation nécessaire].
La sismothérapie serait associée à une réduction importante des connexions cérébrales dans la zone du cortex préfrontal dorsolatéral, cette réductivité des connexions cérébrales étant elle-même associée à une réduction significative des symptômes dépressifs. Cela serait donc en faveur de l'hypothèse selon laquelle une hyperconnectivité cérébrale dans cette région du cerveau serait associée à la dépression.

## Indications
L'électroconvulsivothérapie, lorsqu’elle est utilisée, comme toute thérapeutique, repose sur une décision qui doit être prise en fonction du rapport risques/bénéfices attendu, de l'existence de traitements alternatifs ainsi que du choix du patient et de son entourage.
Indications : notamment après échec des psychotropes et de la psychothérapie :
- les dépressions sévères ou mélancoliques de type délirantes, stuporeuses, résistantes aux psychotropes ;
- les états maniaques résistant aux traitements psychotropes ;
- les délires paranoïaques ;
- les psychoses aiguës (bouffées délirantes), et certaines schizophrénies délirantes résistant aux neuroleptiques ;
- les épisodes catatoniques, malins ou non[24].

Des séries de plusieurs chocs (une dizaine le plus souvent, parfois plus) sont en général nécessaires pour obtenir un résultat.
Les ECT sont pratiquées en CHU, CHS, certains CHG et dans les cliniques habilitées.
L’ECT n'est en principe pas considérée comme un traitement de première intention dans les syndromes mélancoliques graves sauf lorsqu'il existe un risque vital ou lorsque l'utilisation d'une autre forme de thérapeutique efficace est contre indiquée. Elle sera parfois utilisée en seconde intention après échec d’un traitement médicamenteux bien conduit.
L’ECT a une efficacité démontrée sur la dépression modérée et sévère et les accès maniaques.
Il est par ailleurs démontré que l’ECT améliore à court terme certains symptômes de la schizophrénie, les symptômes positifs notamment, lorsque les neuroleptiques se sont montrés inefficaces, ou en association.
D’autres indications telles que la maladie de Parkinson, certains types d’épilepsie, les troubles de l'humeur réactionnels sont validées.
Selon certains spécialistes du sujet, il existe chez les personnes autistes une détérioration semblable à la catatonie, qui diffère, par les symptômes et les traitements recommandés, de la stupeur catatonique classique. L'électroconvulsivothérapie n'est dans ce cas pas une indication, bien que cette technique soit actuellement employée en France dans le traitement de symptômes catatoniques chez les enfants et adolescents avec troubles du spectre de l'autisme, dans le cadre de la résolution de comportements auto ou hétéro agressifs.

## Contre-indications
La contre-indication absolue est l'hypertension intracrânienne. Les contre-indications relatives sont : masse cérébrale, phéochromocytome, accident vasculaire cérébral et infarctus du myocarde récent (moins de six semaines), décollement rétinien, anticoagulants, etc.
Les contre-indications de l'anesthésie s'appliquent aux sismothérapies (cardio-vasculaire, respiratoire, allergique, etc.). Elles doivent être éliminées lors de la consultation pré-anesthésie.
Des documents de recherches consacrés au trouble bipolaire mentionnent un risque d'induire des symptômes de type maniaque regroupés sous le nom de virage de l'humeur ou virage maniaque, définis par un groupe de travail de l'International Society of Bipolar Disorders comme une inversion de la polarité dans les deux premiers mois suivant la rémission de l'épisode index. Le DSM IV mentionne la sismothérapie parmi les traitements somatiques à la dépression comme pouvant induire des perturbations thymiques d'allure maniaque, dans la section intitulée troubles de l'humeur induits par une substance : le jugement clinique reste déterminant afin d'évaluer si ce traitement a vraiment un rôle causal ou si l'apparition du trouble de l'humeur primaire était antérieure au traitement reçu par le patient.
Certains psychiatres mentionnent l'absence d'indication dans les cas de dépression modérée ou certains troubles de la personnalité, notamment borderline, caractérisés par la fréquence du passage à l'acte suicidaire ou auto-agressif.
Il n'existe aucune contre-indication officielle concernant l'usage de l'ECT sur les femmes enceintes. Cependant, un suivi sur 300 femmes ayant subi de manière répétée de l'ECT pendant leur grossesse par l'Association américaine d'obstétrique et de gynécologie indique un score de 9 % de complications diverses, ainsi qu'un enfant atteint d'anomalies cérébrales diverses dont des nécroses (en anglais infarcts) du tissu cérébral.
Les études montrent des résultats contradictoires sur la possibilité pour l'ECT de susciter des acouphènes ou au contraire, de traiter ceux-ci. Sur un patient chez qui les électrodes ont été placées vers la région temporale droite du cerveau, des tests audiométriques ont montré une sensibilité auditive réduite dans l'oreille droite, et le patient percevait les acouphènes uniquement dans l'oreille droite, confirmant l'hypothèse selon laquelle les acouphènes seraient provoqués par des dommages dans les structures auditives périphériques.

## Efficacité

### À court terme
Dans ses recommandations de 1998, l'ANAES (Agence nationale d'accréditation et d'évaluation en santé) rapporte 85 à 90 % d'amélioration sur les dépressions majeures par rapport aux ECT simulées. Cette efficacité est égale ou supérieure aux antidépresseurs (et le délai d'action est souvent plus bref),.
Une méta-analyse de 2003 incluant 1 114 patients conclut, : « L'ECT est un traitement efficace à court terme de la dépression, et est probablement plus efficace que la pharmacothérapie. »
D'après une étude de 2010, il existe dix études qui ont comparé l'ECT au placebo pour traiter la dépression. Cinq de ces études concluent que l'ECT est efficace, et 4 qu'elle est inefficace. Cinq études ne relèvent aucune différence entre le groupe ECT et le groupe placebo. Dans les études qui concluent à l'efficacité, l'ECT ne se révèle pas efficace pour toutes les formes de dépression, et l'amélioration n'est visible que sur certaines échelles d'évaluation. Dans toutes les études, les groupes placebo obtiennent de bons résultats, même pour les dépressions dites « organiques ».
L'ECT a démontré son efficacité également après échec d'un traitement par antidépresseurs bien conduit,,.
D'après une étude canadienne de 2022, les ECT sont associées à une réduction de 50% du risque de suicide dans l'année suivant une hospitalisation,.

### À long terme
En ce qui concerne l'efficacité du traitement à long terme sur la dépression, celle-ci est probable, mais deux situations sont possibles. Dans un premier cas, le patient bénéficie d'ECT dites d'entretien et après un espacement progressif des séances il bénéficie d'un soin toutes les huit semaines maximum, tant que le soin est efficace et qu'il reste bien toléré ; dans un deuxième cas, le patient a bénéficié de soins dits curatifs (de quatre à 20 soins à raison de deux soins par semaine) et continue la phase d'entretien par un relais médicamenteux (à savoir qu'un traitement qui n'a pas été efficace avant les ECT peut l'être après).
Un arrêt trop précoce des soins et/ou l'absence de thérapeutique médicamenteuse de relais peut entraîner une récidive de la symptomatologie initiale.

## Effets secondaires

### À court terme
Au décours immédiat du choc, on observe un ralentissement de la fréquence cardiaque (bradycardie). 66 % des patients gériatriques expérimentent un arrêt cardiaque de plusieurs secondes, considéré comme sans conséquence fâcheuse.
Juste après l'ECT, les patients peuvent souffrir de céphalées (maux de tête). On prévoit parfois un antalgique systématique administré juste après la séance, pour prévenir toute céphalée, des acouphènes, des cauchemars, des courbatures musculaires, des nausées très gênantes, transitoires. Les pertes de mémoire immédiate sont bien connues après des séances.
Les accidents graves sont très rares : 2 décès pour 100 000 traitements[source insuffisante].
D'après le DSM IV TR dans la rubrique Troubles de l'humeur induits par une substance, ainsi que dans l'ouvrage de référence sur les troubles bipolaires en France, les Troubles Bipolaires, de R. Gaillard et T. Mauras, édité chez Lavoisier en 2014, la sismothérapie peut susciter des épisodes maniaques, hypomaniaques, et des épisodes mixtes, considérés comme un virage maniaque ou un début de trouble bipolaire, ce qui constituerait une aggravation iatrogène de la dépression.

### À long terme
Les effets secondaires à long terme concernent essentiellement la mémoire, en particulier le souvenir de la période de la cure. Les troubles de mémoire ont habituellement tendance à régresser, la récupération requérant le plus souvent plusieurs mois, les troubles ne persistant indéfiniment que dans de rares cas.
Outre les déficits mnésiques, l'ECT pourrait entrainer des déficits cognitifs. En 2007, fut publiée une étude démontrant que l'ECT provoquait non seulement une perte de mémoire, mais également une baisse des capacités cognitives (apprentissage et pensée),. L'étude consistait en une série d'évaluations cognitives, effectuées après les séances d'ECT, sur une durée de six mois, réalisée sur 347 patients évalués à l'aide du DSM pour des symptômes dépressifs, issus de sept hôpitaux dans la périphérie de New York City. Les déficits observés dans cette étude correspondent à un déficit cognitif général, concernant la gestion de l'information, l'exécution des réponses et les performances motrices, sans que ceci soit lié à l'aggravation de la dépression. Il semblerait que ces effets indésirables soient plus forts chez les patients âgés ainsi que les personnes ayant des performances limitées avant de tomber dans la maladie. L'ECT bilatérale résulterait en des déficits cognitifs plus marqués que l'ECT unilatérale, en particulier concernant la mémoire rétrograde. La stimulation sinusoïdale résulte en un ralentissement supérieur du temps de réaction.
D'autres études sont cependant plus rassurantes et ne montrent que des effets transitoires sur la mémoire et la cognition, sans conséquences cognitives à long-terme. Précisons que les troubles de mémoire observés après une ECT sont difficiles à distinguer des symptômes dépressifs eux-mêmes. La dépression entraine des déficits cognitifs et mnésiques chez de nombreux patients, notamment dans les dépressions sévères. Les troubles mnésiques/cognitifs qui suivent une ECT pourraient être des symptômes résiduels, une conséquence de la dépression et non de l'ECT.
La position des électrodes uniquement sur le côté droit semble provoquer moins de problèmes cognitifs.

## Nombre d'ECT par an
Selon un article du magazine Slate, les dernières données disponibles en France sont issues de la Société française d'anesthésie et de réanimation (SFAR) en 1998, avec un nombre estimé à 70 000 séances par an. On déplore l'absence de données sur le nombre total de séances d'ECT depuis 1999, lorsque la Société française d'anesthésie et de réanimation (SFAR) enregistrait 70 000 séances par an, ainsi que l'absence d'évaluation de la part de la Haute Autorité de Santé et de la Caisse nationale d'assurance maladie.

## Place de l'électroconvulsivothérapie dans la culture
Plusieurs œuvres littéraires et cinématographiques ont montré l'univers psychiatrique sous des angles tragiques, romancés ou caricaturaux, où la pratique de l'électrochoc est souvent critiquée. Le livre de M. J. Ward et le film qu'en a tiré Anatole Litvak, font exception sur ce point. Sans décrier la pratique de l'électrochoc, il soutient qu'aucune guérison durable n'est possible sans un véritable et authentique dialogue psychothérapeutique.

### En littérature
- Mary Jane Ward, La Fosse aux serpents, 1946 — adapté en film en 1948
- George Orwell, 1984 , 1949
- Janet Frame, Faces in the Water, 1961
- Sylvia Plath, La Cloche de détresse, 1963
- Hubert Selby, Retour à Brooklyn, 1978 — adapté au cinéma en 2000 sous le titre Requiem for a Dream
- Janet Frame, An Angel at My Table, an Autobiography, 1982
- Jean Van Hamme et William Vance, Toutes les larmes de l'enfer (série XIII, t. 3), 1986.
- Florence de Mèredieu, Sur l'électrochoc, le cas Antonin Artaud, éditions Blusson, 1996
- Emmanuel Carrère, Yoga, éditions P.O.L, 2021
- Antonin Artaud - Aliénation et Magie noire, 1946 - L'auteur y dénonce la pratique de l'électrochoc comme étant une torture et une déshumanisation du patient [texte sur Wikisource] texte lu par Artaud lui-même
- Ken Kesey : Vol au-dessus d'un nid de coucou [One Flew Over the Cuckoo's Nest], roman1962

### Au cinéma
- Samuel Fuller : Shock Corridor, film 1963
- Ken Loach : Family Life, film 1971
- Graeme Clifford : Frances, film 1982, biographie de l’actrice américaine Frances Farmer
- Jane Campion : « Un ange à ma table », film 1990 (d'après le livre autobiographique de Janet Frame, qui a subi entre 1945 et 1953 en Nouvelle Zélande 200 séances d'électrochocs pour traiter une schizophrénie qui par la suite a été diagnostiquée inexistante).
- Darren Aronofsky : Requiem for a Dream, livre et film 2000, d'après Retour à Brooklyn de Hubert Selby
- Ron Howard : Un homme d'exception, film 2001
- Jonathan Caouette : Tarnation, documentaire 2003
- Brad Anderson : Hysteria, film 2014
- The Mary Alice Brandon File : court-métrage sorti en 2015 résumant les premières années du personnage de la saga Twilight Alice Cullen (Paloma Kwiatkowski) à travers des flash-backs vécus pendant une séance
- Walter Murch : Oz, un monde extraordinaire, film 1985
- Miloš Forman : Vol au-dessus d'un nid de coucou [One Flew Over the Cuckoo's Nest], film 1975 (des électrochocs sont effectués sur le personnage principal sans anesthésie générale, telles qu'elles pouvaient l'être à l'époque, contrairement à ce qui est pratiqué actuellement).

### À la télévision
- Dr House : Saison 3 épisode 11.
- Un village français : Saison 7, épisode 9. Le personnage d'Hortense Larcher est victime de crises paranoïaques, elle exaspère son mari Daniel qui l'emmène voir un psychiatre. Internée quelques jours, elle subit des électrochocs et des humiliations en série qui ne font qu'aggraver son état.
- Homeland : série 2012 (saison 1, notamment l'épisode 13, Electrochocs, dans cet épisode le personnage principal de la série, qui souffre de bipolarité, a recours à cette technique de sa propre volonté et argumente en sa faveur face à un proche. Après, le personnage saluera les effets positifs de ce traitement sur sa maladie)
- American Horror Story : série 2012 (Saison 2, épisode 02)
- Stranger Things : série 2016 (saison 2). La mère de Onze, l'une des protagonistes, a subi des traitements forcés par électrochocs de la part de scientifiques du laboratoire d'Hawkins, dans le cadre d'expérimentations secrètes (du projet MK-Ultra). Un de ces chocs l'a rendue catatonique pour au moins six ans, dans la chronologie de la série.
- Next to Normal proshot: Comédie musicale filmé en 2025. Diana, la protagoniste, essaye de traiter sa dépression et sa bipolarité avec l' ECT.

### En musique
- Lou Reed : Kill your sons, chanson de 1975 (décrivant le traitement aux électrochocs pratiqué sur l’auteur dans son adolescence pour le « guérir » de sa bisexualité)
- Poison Girls : Under the doctor, chanson de 1979 (évoquant le milieu (in)hospitalier et les milliers de femmes électrocutées et ayant subi des lobotomies)
- Eels : Electro-Shock Blues, chanson de 1998 (et titre de l'album évoquant la sœur de l'auteur, qui a subi des séances d'électrochocs)
- Joseph Curwen : Aliénation et magie noire, 2021 - Mise en musique du texte d'Antonin Artaud cité au paragraphe « En littérature » ci-dessus